# Livsstilsklub
Livsstilsklubberne er en del af Dansk Firmaidrætsforbund. De enkelte idrætsklubber har hver især mulighed for at oprette en livsstilsklub.
Livsstilsklubberne er for overvægtige der ønsker at opnå et vægttab ved en fornuftig kombination af kost, motion og et godt fællesskab.
Konceptet er bygget op omkring de 8 kostråd kombineret med kalorietælling. Det giver et varigt og stabilt vægttab.
Livsstilsklubberne findes flere steder i landet bl.a. 
Brønderslev
Esbjerg
Frederikshavn
København
Pandrup
Sæby
Den første livsstilsklub startede i Frederikshavn i efteråret 2002. Frederikshavns livsstilsklub blev da drevet af bl.a. Lisbeth Dørum, Agnes Pedersen samt Mette Høholt Frederiksen.
I starten var livsstilsklubberne et samarbejde mellem Dansk Firmaidrætsforbund, Ebeltoft kurcenter og Ubberup Højskole. Men Kurcentret og Højskolen trak sig senere ud af samarbejdet.
Kort efter startede endnu en livsstilsklub i Esbjerg og efterfølgende startede flere klubber rundt om i landet.